# Genouilly (Cher)
Genouilly település Franciaországban, Cher megyében. Lakosainak száma 666 fő (2022. január 1.). Genouilly Dampierre-en-Graçay, Graçay, Nohant-en-Graçay, Saint-Georges-sur-la-Prée, Anjouin és Maray községekkel határos.

## Népesség
A település népességének változása:
| Lakosok száma | 722  | 721  | 762  | 727  | 695  | 692  | 680  | 676  | 676  | 666  |
|               | 1968 | 1982 | 1990 | 2006 | 2013 | 2015 | 2017 | 2019 | 2020 | 2022 |